# قانون الإثبات

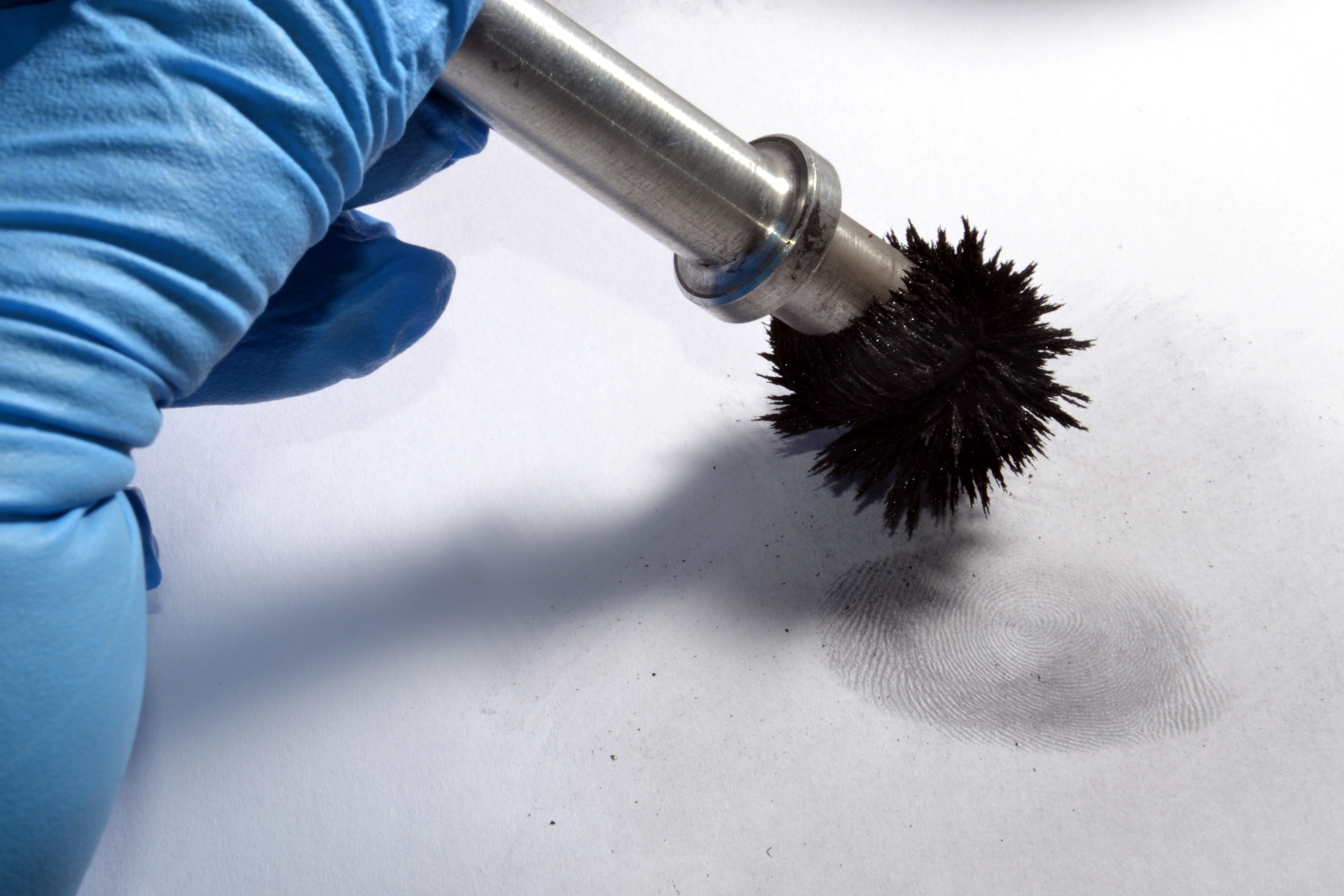

بادي ذي بدء يطبق هذا القانون على الإثبات في المعاملات والمسائل الجنائية. والاثبات يأتي من الدَّلِيلُ من الفعل [ د ل ل ]. (صِيغَةُ فَعِيل). وهو متعلِّق بالعديد من الملابسات التي قد يستدلّ منها القاضي أو هيئة المحلِّفين على حقيقة الواقعة التي هي موضع الجدل. الدَّلِيلُ لغةً: هو: المرشد. والجمع: أَدِلَّة، وأَدِلاَّء ودلائلُ . وهو ما يُسْتَدَلُّ به.المعجم الوسيط
 نجد ان قانون الاثبات يعتمد تماماً على إقامة الدليل أمام القضاء بالطرق التي حددها القانون وبالقيود التي رسمها على وجود واقعة قانونية متنازع عليها ". الكم من الأدلة هو مقدار الأدلة اللازمة، ونوعيتها التي يمكن الاعتماد عليها وينبغي النظر في هذه الأدلة. وهذا يشمل مفاهيم مثل: الإشاعات، المصداقية، الأدلة المقبولة، الشك المعقول، والأدلة الواضحة والمقنعة.
الدليل القانوني اصطلاحاً
هو الحجة والبرهان وهو يستدل به على صحة الدعوى والدليل هو المرشد إلى المطلوب، لأنه علامة عليه.

## المصطلحات

### تعريف فقهاء القانون للدليل
فقهاء القانون صاغوا عدة تعريفات لمعنى الدليل حيث تناوله كل منهم من زاوية تحليلية ومنهاجية خاصة، أهم التعريفات:
- (الإيطالي جولياني) تعريف الدليل المجادلة والنقاش الذي كانت البلاغة والمنطق تلعب دور كبير لبيان صحة أو عدم صحة أمر ما في منازعة خصومة.
- تعريف (أنورهيل) أدلة الإثبات هي الحقائق أو العناصر التي تشكل بداية البحث عن الحقيقة في أي بحث جنائي وتؤدي إلى الاقتناع الفعلي إلى جانب قنوات أخرى من الملاحظة والتجربة.
- تعريف (تريمبيل) المفهوم الطبعي لدليل هو اعتبار شيء موجود ولو لم يصل إلى الإدراك أو الإحساس البشري.

المفهوم المنطقي ان الإثبات في الدعوى لا يمكن أن يكون إلا بأشكال منطقية كنتيجة لنشاط ذهني.

### البينة
يقصد بها أي وسيلة يتم بها إثبات أو نفى أي واقعة متعلقة بدعوى، أو نزاع أمام المحكمين أو الموفقين.

#### البينة المقبولة
تكون البينة التي يقبل تقديمها في أي دعوى، هي التي تنتج في إثبات الوقائع المتعلقة بالدعوى أو نفيها، والتي لا تكون مردودة.

#### البينة المردودة
تعتبر البينة مردودة في أي من الحالات الآتية وهى:
1. البينة التي تنتهك مبادئ الشريعة الإسلامية، أو القانون أو العدالة أو النظام العام.
2. البينة التي تبنى على علم القاضي الشخصي.
3. البينة التي يقدمها أحد الخصوم، لنفى ما صدر عنه من سلوك دالٍ على الرضا أو القبول، أو فعل ثابت بإقراره الصحيح أو بمستند أو بحكم قضائي.
4. بينة الرأي من غير أهل الخبرة.
5. بينة الأخلاق، التي تقدم في مواجهة أحد الخصوم، ما لم يكن بيان أخلاق ذلك الخصم متعلقاً بالدعوى.

### الدعوى
تشمل أي إجراء تؤخذ فيه البينة أمام المحكمة.

### المعاملات
يقصد بها العلاقات والتصرفات المالية والأحوال الشخصية، وسائر المسائل القانونية غير الجنائية.

## الشاهد
- يلعــب الشاهد دورا رئيسيا في مجال الإثبات القانوني، حتى في المسائل المدنية التي غالبا ما تعتمد على الاتفاقيات المبرمة بين الأطراف والمثبتة كتابيا، فقد ترد وقائع قابلة للإثبات بشهادة الشهود، أما الإثبات في المسائل الجزائية فإنه يعتمد كثيرا على هذا النوع من الأدلة، الذي كثيرا ما يبنى عليه حكم الإدانة أو البراءة.
- الشاهد  هو الشخص الذي، يدعي أن يكون لديه، أو يعتقد، من قبل شخص أو سلطة إجبارية لديه المعرفة ذات الصلة بحدث أو مسألة أخرى مثيرة للاهتمام.
- في القانون الشاهد هو شخص، إما طوعا أو تحت الإكراه، يقدم دليلا شهادة ، شفوية أو كتابية، ما وهو أو هي يعلم أو يدعي معرفته حول هذه المسألة من قبل بعد الإذن الرسمي لاتخاذ مثل هذه الشهادة.[4]

## أهمية الدليل
طلبات الخصوم ودفوعهم لابد لها من الإثبات، وهذا يكون عن طريق الدليل، وعليه فالدليل هو الوسيلة التي يستعين بها القاضي من أجل الوصول إلى الحقيقة التي ينشدها، فلكي يتم إثبات الجريمة بركنيها المادي والمعنوي ونسبها إلى المتهم لابد من توافر الدليل الجنائي.
فالدليل هو الوسيلة التي يراد بها إرشاد القاضي بأنّ الجريمة قام بها المتهم، وبه يكون ثمة إثبات، وعلى ذلك فالدليل الجنائي هو كل وسيلة مرخص بها أو مسموح بها قانونا لإثبات وجود أو عدم وجود الواقعة المرتكبة أو صحة أو كذب وقوعها. أي أنّه - الدليل- مطلوب للإثبات الجنائي لكي يكون ثمة فصلا في الدعوى الجنائية (الدعوى العمومية) بالبراءة أو الإدانة، فالدليل هو قوام حكم القاضي وله أن يقدر أهميته وملائمته.

يجب على القاضي ان يطلب من كل مدع اثبات دعواه ولا يقبل منه ادعائه مجردا من دليل اثباته وان يناقش هذا الدليل ولا يقضي له بمقتضاه إلا بعد استيثاقه من صدق الدليل وصلاحيته لإثبات الحق المدعي به أو نفيه ولا يقتصر الامر على ذلك بل يجب ان يقبل مقدم الدليل مناقشة خصمه للدليل الذي قدمه وان يكون مستعدا للرد عليه.

## صلة الدليل بالجريمة
هنالك اتجاهين للدليل هما: أدلة الإثبات والعكس كذلك أي أدلة النفي، والإثبات الجنائي عملية متعددة الأدوار تكون محصلتها النهائية الحصول على دليل إيجابي (يثبت التهمة على المتهم)، أو سلبي (ينفي التهمة عن المتهم).
لذلك فإن الأدلة وحسب صلتها بالجريمة يمكن أن تكون أدلة إيجابية وأدلة سلبية، بمعنى أن صلة الدليل بالجريمة لا تكون باتجاه الأدلة الإيجابية فحسب، بل أيضا باتجاه الأدلة التي تنفي الجريمة عن المتهم، أي كما تكون الشهادة وغيرها من الأدلة أدلة في الجريمة التي يجري التحقيق فيها أدلة إثبات أي شهود إثبات، فإنه يمكن أن تكون ذات الأدلة أدلة نفي فيكون الشهود شهود نفي.
كما أنّ صلة الأدلة بالجريمة لا يعني أنّ هناك من الجرائم ما يمكن إثباته بأدلة لا تصلح هذه الأدلة لإثبات غيرها،
الإثبات يعتمد على مبدأ القناعة الوجدانية تلك القناعة التي لا يمكن أن تتحدد بدليل معين دون غيره، فكل دليل يصلح لأن يكون دليل إثبات، أو نفي الجريمة التي يجري التحقيق فيها، ويمكن أن يُعد دليلا طالما أنّ له صلة بالواقعة.

## استبعاد الأدلة
ويعني ذلك أنّ ليس هناك خصوصية لبعض الأدلة التي لا تصلح لأن تكون دليلا في الإثبات في بعض الجرائم، ولا تصلح لإثبات غيرها من الجرائم، فالبقع المنوية من الممكن أن تكون دليلا خاصا لإثبات بعض الجرائم كجريمة الزنا، ولا تصلح لإثبات جرائم لا ترتبط بهذا الدليل، ولكن الدم مثلا من الممكن أن يكون دليلا لإثبات جرائم العنف، وجرائم أخرى ترتبط أو يكون من مخلفاتها البقع الدموية.
لذلك فإن عملية الإثبات الجنائي عملية معقدة متعددة المراحل والأدوار، فهي يمكن إطلاقها على أي مرحلة تمر بها عملية الإثبات ابتداءً من مرحلة جمع الآثار المادية في مرحلة الاستدلال إلى المرحلة النهائية، وذلك بالحصول على دليل، وبنسبة ذلك الأثر على شخص معين، أو عدم إمكان نسبته إلى الشخص المشتبه به في الواقعة التي يجري التحقيق فيها.
.

## وصلات خارجية
- Legal Terms Glossary
- LII's Federal Rules of Evidence
- Federal Rules of Evidence (PDF 2009)